# Campbell Island (British Columbia)
Campbell Island ist eine Insel im Westen der kanadischen Provinz British Columbia. Sie liegt im Fitz Hugh Sound, am westlichen Rand des Queen Charlotte Sound. Die Insel gehört zum Central Coast Regional District und wird, wie die meisten der Inseln im nördlichen Küstenbereich der Provinz, zum Great Bear Rainforest gerechnet.

## Geographie
Die Insel hat eine Fläche von 132 km² sowie einen Umfang von 124 km.
Nördlich und nordwestlich der Insel befindet sich der „Seaforth Channel“ und dann die Inseln Chatfield Island und Cunnigham Island. Östlich der Insel und des „Lama Passage“ liegt Denny Island, mit der Siedlung Shearwater. Südöstlich der Insel und des „Hunter Channel“ liegt Hunter Island, während westlich der Insel und der „Raymond Passage“ Horsfall Island die nächste größere Insel ist. Weiterhin ist die Insel von zahlreichen weiteren kleinen und kleinsten Inseln umgeben.
Der südliche Bereich der Insel ist stark durch Buchten und Seen zergliedert.
Höchster Punkt auf der Insel ist der im zentralen nördlichen Bereich gelegene 327 m hohe Mount Hand.

## Geschichte
Traditionell ist die Insel Siedlungs- und Jagdgebiet der First Nations, hauptsächlich der Heiltsuk. In einem ihrer Reservate, dem Bella Bella Indian Reserve No. 1, liegt mit Bella Bella, einem „Unincorporated Place“, auch die einzige größere Ansiedlung der Insel. In Bella Bella leben gemäß dem letzten offiziellen Zensus im Jahr 2021 1193 Menschen. Neben der Besiedlung durch die First Nations erfolgte eine Besiedlung durch Europäer ab 1833. In diesem Jahr errichtete die Hudson’s Bay Company (HBC) auf der Insel einen Handelsposten, das „Fort McLoughlin“. Das Fort war benannt nach John McLoughlin, dem damaligen „Chief Factor“ der HBC für den Columbia District.

## Namensherkunft
Kapitän George Henry Richards erreichte mit der HMS Plumper die Gegend zwischen 1857 und 1862 auf seiner Kartographiereise. Dr. Samuel Campbell war dabei der Schiffsarzt der Plumper und es wird vermutet, dass die Insel (ebenso wie die Stadt Campbell River auf Vancouver Island sowie andere geographische Objekte an dieser Küste) nach ihm benannt ist.

## Verkehr
Das an der Nordostküste der Insel gelegene Bella Bella bzw. der südlicher gelegene Fährhafen an der McLoughlin Bay wird auch regelmäßig durch die Fähren der Reederei BC Ferries angelaufen. Über diese Fährverbindungen auf der Inside Passage besteht Anschluss entweder an das nördlich gelegene Prince Rupert, das östlich gelegene Bella Coola oder das südlich auf Vancouver Island gelegene Port Hardy. Nördlich von Bella Bella befindet sich der Flughafen Bella Bella (Campbell Island) (IATA-Code: ZEL, ICAO-Code: ohne, TC-LID: CBBC). Der Flugplatz hat eine asphaltierte Start- und Landebahn von 1128 Meter Länge. Da der Flughafen etwa auf halber Strecke zwischen Seattle und Alaska liegt, wird er viel von kleinen Flugzeugen angeflogen, um aufzutanken oder eine kurze Pause einzulegen.